# Álvaro Lemos
Álvaro Lemos Collazo (ur. 30 marca 1993 w Santiago de Compostela) – hiszpański piłkarz występujący na pozycji pomocnika w UD Las Palmas.